# Verführung zur Ehe
Verführung zur Ehe (Originaltitel Cousin Kate) ist ein Roman von Georgette Heyer, der zuerst 1968 bei The Bodley Head erschien. 1969 veröffentlichte der Zsolnay Verlag (Wien, Hamburg) die deutsche Erstausgabe in der bis heute verwendeten Übersetzung von Margrit Körner.

## Handlung
Kate Malvern ist in einer spanischen Garnison und seit dem zwölften Lebensjahr ohne Mutter aufgewachsen. Nach dem Tod ihres Vaters muss sie ihren Lebensunterhalt als Erzieherin verdienen. Weil sie sehr hübsch ist, wird sie jedoch aus ihrer Anstellung entlassen, da der Sohn des Hauses sie zu küssen versuchte. Sie findet vorübergehend Unterschlupf bei ihrer inzwischen verheirateten Kinderfrau Sarah Nidd.
Sarah schreibt auf Druck ihres Schwiegervaters ohne Kates Wissen an die Halbschwester des Vaters, Lady Minerva Broome, die nach wenigen Tagen anreist, um Kate zu einem ausgedehnten Besuch nach Staplewood, dem einsam gelegenen Herrensitz der Broome of Staplewood, mitzunehmen. Dort überschüttet sie Kate mit Geschenken und vielerlei Freundlichkeiten, die in Kate zwiespältige Gefühle erwecken.
Das Leben der Broomes ist traurig und unglücklich. Sir Timothy, der kranke Herr des Hauses, will nichts als in Frieden gelassen werden. Torquil, der 19-jährige Sohn und Erbe, hat offenbar merkwürdige Manieren und wird ständig bewacht, Dr. Delabole, der Arzt des Hauses, mischt überall mit, die Dienerschaft ist in feindliche Lager gespaltet, und über allem thront Lady Broome und herrscht mit eiserner Hand. Sie hatte Kate eingeladen, damit sie ihren geisteskranken Sohn Torquil heiratet, um einen Erben zu gebären. Anschließend sollte Torquil weggegesperrt werden. Um Kate dazu zu bringen, unterschlug sie deren Briefe an ihre Kinderfrau Sarah, was durch einen Besuch von Sarah knorrigem Schwiegervater offenbar wird. Als Kate den Eheplan ablehnt, wird sie von Lady Broome des Hauses verwiesen, woraufhin Torquil seine Mutter ermordet und dann Suizid begeht.
Schritt für Schritt erkennt Kate die Wahrheiten und Zusammenhänge und findet nach einigen Missverständnissen in Philipp Broome, einem Neffen von Sir Timothy,  einen Vertrauten und Verbündeten und ihr zukünftiges Glück.

## Personen
- Kate Malvern, Vollwaise
- Lady Minerva Broome, Kates Tante
- Lord Timothy Broome of Staplewood, Lady Minervas Gatte
- Torquil Broome, deren Sohn
- Philipp Broome, Lord Broomes Neffe
- Dr. Matthew Delabole, Arzt
- Sarah Nidd, Kates ehemalige Kinderfrau
- Mr. Nidd, Sarahs Schwiegervater

## Historische Bezüge
Verführung zur Ehe ist ein Roman, der in der englischen Epoche des Regency spielt. Er vereint eine Liebesgeschichte mit einem Kriminalroman.